# لاور جمیل
 لاور جمیل  روستای کوچکی است از توابع بخش کوخرد شهرستان بستک در غرب استان هرمزگان در جنوب ایران واقع شده‌است...